# Орлівка (Дніпровський район)
Орлі́вка — село в Україні, у Ляшківській сільській територіальній громаді Дніпровського району Дніпропетровської області. Населення за переписом 2001 року складало 313 осіб.

## Географія
Село Орлівка примикає до села Шарівка, на відстані 2 км розташовані села Щербинівка і Бринзи (Кобеляцький район).

## Населення

### Мова
Розподіл населення за рідною мовою за даними перепису 2001 року:
| Мова                | Відсоток |
| ------------------- | -------- |
| українська          | 87,5%    |
| російська           | 10,2%    |
| інші/не визначилися | 2,3%     |

## Інтернет-посилання
- Погода в селі Орлівка [Архівовано 20 грудня 2011 у Wayback Machine.]

1. ↑  Рідні мови в об'єднаних територіальних громадах України — Український центр суспільних даних